# Arctostylopida
Arctostylopida es un orden extinto de mamíferos,  que vivieron durante el Paleoceno al Eoceno (63 a 50 millones de años) en lo que es Asia y América.
Están estrechamente emparentado con los glires por lo que algunos autores los incluyen dentro de ese clado. 
Principalmente los fósiles de estos animales se conocían por dientes y fragmentos de huesos y cráneos. En cuanto a su tamaño y aspecto se asemejaban a los carpinchos. Recientemente se han encontrado esqueletos completos lo que ha ayudado a su clasificación taxonómica. Se han encontrado abundantes fósiles en Asia y Norteamérica. 

## Historia
Al principio de su descubrimiento, el paleontólogo estadounidense William Diller Matthew los agrupó dentro de los Notoungulata debido a que tenían molares con una estructura similar a los de estos. En 1989, el paleontólogo norteamericano Richard Lawrence Cifelli y un grupo de colaboradores publicaron los primeros restos del tarso de arctostilópidos y los clasificó como Arctostylopida, excluyéndolos de los notoungulados. En 1999, otro investigador, Jonathan Bloch consideró que debían volver a ser clasificados dentro de los notoungulata en base a materiales no publicados. Peter Kondranosh y Spencer Lucas en 2004 también se opusieron a la nueva clasificación propuesta por Cifelli y colaboradores. Sin embargo, la mayoría de los investigadores apoyó la exclusión de los arctostilópidos de Notoungulata y el descubrimiento de los esqueletos de Asiostylops y el Bothriostylops en 2006 puso fin al debate. Estos esqueletos mostraban similitudes anatómicas con los glires. Junto con Anagaloidea serían los únicos órdenes de glires extintos.

## Géneros
Este orden solo incluye un número de géneros extintos, pero no se han descrito familias dentro de este orden.
- Asiostylops†
- Arctostylops†
- Bothriostylops†
- Gashatostylops†
- Sinostylops†

## Filogenia
Posición de Arctostylopida dentro de Euarchontoglires:
|             | †Anagaloidea                                            |
|             |                                                         |
| Gliriformes | \| \| Lagomorpha \| \| \| \| \| \| Rodentia \| \| \| \| |
|             | \| \| Lagomorpha \| \| \| \| \| \| Rodentia \| \| \| \| |
|             | Lagomorpha                                              |
|             |                                                         |
|             | Rodentia                                                |
|             |                                                         |

|  | Lagomorpha |
|  |            |
|  | Rodentia   |
|  |            |

|             | †Anagaloidea                                            |
|             |                                                         |
| Gliriformes | \| \| Lagomorpha \| \| \| \| \| \| Rodentia \| \| \| \| |
|             | \| \| Lagomorpha \| \| \| \| \| \| Rodentia \| \| \| \| |
|             | Lagomorpha                                              |
|             |                                                         |
|             | Rodentia                                                |
|             |                                                         |

|  | Lagomorpha |
|  |            |
|  | Rodentia   |
|  |            |

|  | Dermoptera                                                     |
|  |                                                                |
|  | \| \| Primates \| \| \| \| \| \| †Plesiadapiformes \| \| \| \| |
|  |                                                                |
|  | Primates                                                       |
|  |                                                                |
|  | †Plesiadapiformes                                              |
|  |                                                                |

|  | Primates          |
|  |                   |
|  | †Plesiadapiformes |
|  |                   |

|  | Dermoptera                                                     |
|  |                                                                |
|  | \| \| Primates \| \| \| \| \| \| †Plesiadapiformes \| \| \| \| |
|  |                                                                |
|  | Primates                                                       |
|  |                                                                |
|  | †Plesiadapiformes                                              |
|  |                                                                |

|  | Primates          |
|  |                   |
|  | †Plesiadapiformes |
|  |                   |

|             | †Anagaloidea                                            |
|             |                                                         |
| Gliriformes | \| \| Lagomorpha \| \| \| \| \| \| Rodentia \| \| \| \| |
|             | \| \| Lagomorpha \| \| \| \| \| \| Rodentia \| \| \| \| |
|             | Lagomorpha                                              |
|             |                                                         |
|             | Rodentia                                                |
|             |                                                         |

|  | Lagomorpha |
|  |            |
|  | Rodentia   |
|  |            |

|             | †Anagaloidea                                            |
|             |                                                         |
| Gliriformes | \| \| Lagomorpha \| \| \| \| \| \| Rodentia \| \| \| \| |
|             | \| \| Lagomorpha \| \| \| \| \| \| Rodentia \| \| \| \| |
|             | Lagomorpha                                              |
|             |                                                         |
|             | Rodentia                                                |
|             |                                                         |

|  | Lagomorpha |
|  |            |
|  | Rodentia   |
|  |            |

|  | Dermoptera                                                     |
|  |                                                                |
|  | \| \| Primates \| \| \| \| \| \| †Plesiadapiformes \| \| \| \| |
|  |                                                                |
|  | Primates                                                       |
|  |                                                                |
|  | †Plesiadapiformes                                              |
|  |                                                                |

|  | Primates          |
|  |                   |
|  | †Plesiadapiformes |
|  |                   |

|  | Dermoptera                                                     |
|  |                                                                |
|  | \| \| Primates \| \| \| \| \| \| †Plesiadapiformes \| \| \| \| |
|  |                                                                |
|  | Primates                                                       |
|  |                                                                |
|  | †Plesiadapiformes                                              |
|  |                                                                |

|  | Primates          |
|  |                   |
|  | †Plesiadapiformes |
|  |                   |